# Arapey Chico
Arapey Chico (špa. Río Arapey Chico) je rijeka u Urugvaju. 
Rijeka je duga 115 km. Pritoka je rijeke Arapey Grande te dijeli departmane Salto i Artigas. Veći gradovi uz rijeku su Sequeira i Pueblo Lavalleja.